# Стефан Ракић
Стефан Ракић (22. новембар 1993) професионални је српски футсалер. Игра на позицији одбрамбеног играча.
За Србију је наступао на два Светска и два Европска првенства. Постигао је један од два гола Србије на мечу за треће место на ЕП 2012.